# Vivian Amorim
Vivian Silveira Amorim (Manaus, 20 de março de 1993) é uma apresentadora, repórter, advogada e ex-modelo brasileira.

## Biografia
Nascida e criada em Manaus, Amazonas, é filha de Vera Lúcia Silveira e do jornalista Humberto Amorim. É graduada em Direito pelo Centro Universitário de Ensino Superior do Amazonas, e obteve credenciamento para a OAB em 2015, no XVII Exame de Ordem Unificado. Foi vencedora do concurso de beleza Miss Amazonas 2012, e ficou no TOP 10 do Miss Brasil 2012. Em 2017 foi homenageada pela Assembleia Legislativa do Amazonas.

## Carreira
Aos 15 anos começou a trabalhar como modelo, e aos 16 passou a se preparar para concursos de beleza. As 18 anos, em 2012 venceu seu primeiro concurso, o Miss Amazonas, além de ser coroada Miss Simpatia. No Miss Brasil, realizado no mesmo ano, Vivian ficou entre as 10 finalistas e ganhou o prêmio de traje típico.
Em 2014, foi apresentadora do Miss Amazonas em uma emissora local, função que assumiu novamente em 2015. Em 2016, entrou para o Programa do Natan, exibido na filiada da Band no Amazonas, como repórter.
Tornou-se conhecida em todo o Brasil após participar da décima sétima temporada do Big Brother Brasil, no qual foi vice-campeã com 41% dos votos. No ano seguinte, foi anunciada como repórter do Big Brother Brasil 18 ao lado de Fernanda Keulla, vencedora do BBB 13. Com o fim da edição, ambas foram escaladas como repórteres do Vídeo Show.
Meses depois, foram remanejadas ao posto de apresentadoras ao lado de Sophia Abrahão, substituindo Otaviano Costa. A dupla permaneceu no programa até novembro do mesmo ano, quando Joaquim Lopes se juntou a Sophia na apresentação da atração. Em 2019, Amorim e Keulla foram novamente confirmadas na reportagem do Big Brother Brasil junto da finalista do BBB18, Ana Clara Lima.
Em 2020, juntou-se a Titi Müller e Bruno de Luca no comando do programa A Eliminação, do Multishow e entrevistou outros exbbbs no De Ex Pra Ex, série de lives realizadas no Instagram do canal. No mesmo ano, trabalhou no Prêmio Multishow, como apresentadora da Live dos Indicados e, posteriormente, repórter da cerimonia. Em outubro, apresentou a série digital Amazone-se, iniciativa do governo do Estado do Amazonas para retomada do turismo na região pós pandemia.
Em 2023, Vivian retornou como apresentadora e repórter do Big Brother Brasil.

## Vida pessoal
Em janeiro de 2017, durante sua participação no reality show Big Brother Brasil, iniciou um relacionamento com o participante Manoel Rafaski. O namoro chegou ao fim em setembro do mesmo ano.
Em maio de 2020, anunciou o namoro com o publicitário e praticante de polo aquático Leo Hirschmann, os dois se conheceram no carnaval de Salvador, ambos se casaram ainda no mesmo ano. Em setembro de 2021, anunciou estar grávida de uma menina. Sua primeira filha, Malu, nasceu de parto normal, no dia 27 de janeiro de 2022, em Manaus. Em setembro de 2024, Amorim anunciou o fim do seu casamento com Hirschmann.

## Filmografia

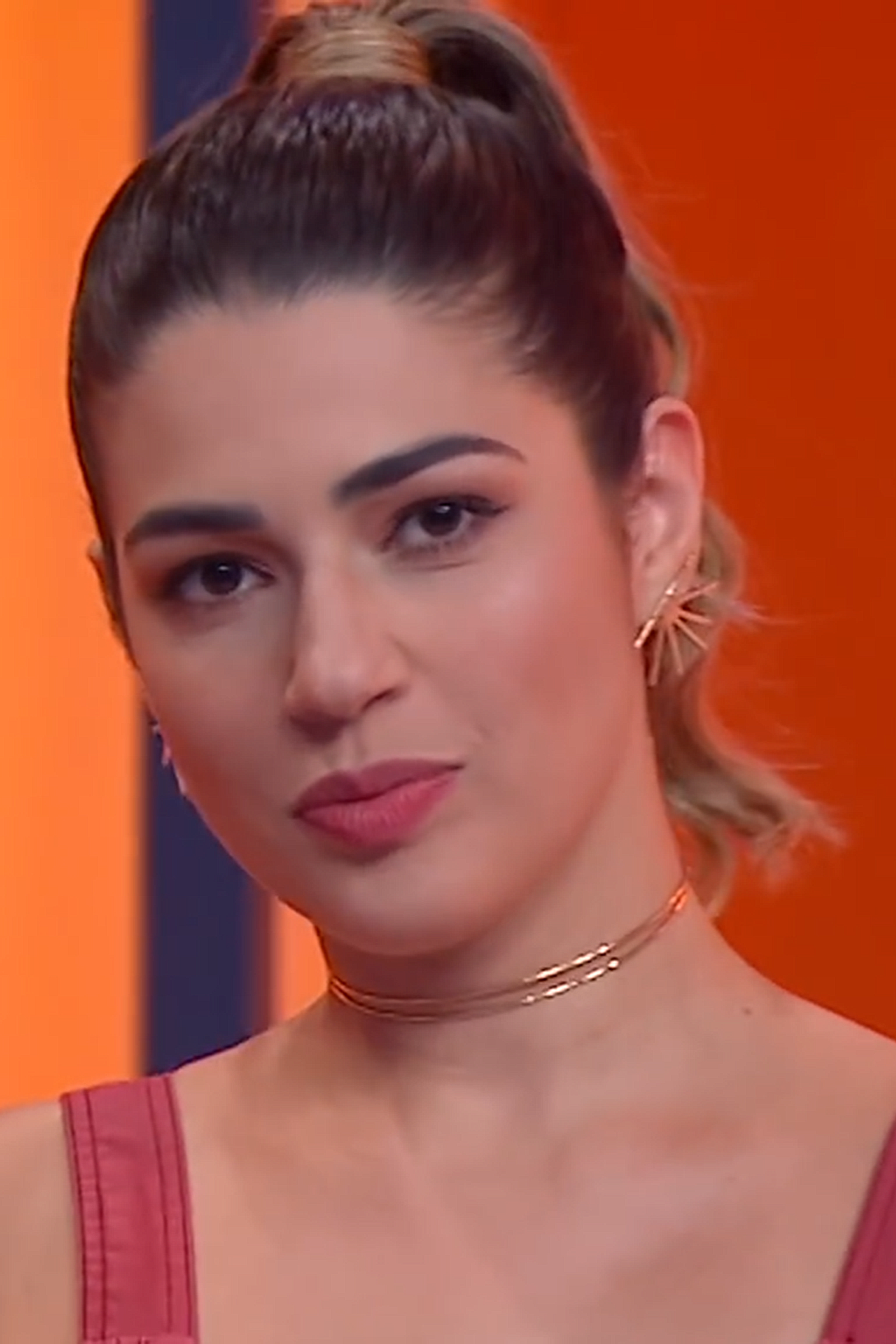
Amorim em 2020

### Televisão
| Ano     | Título                            | Papel                      | Notas            | Emissora      |
| ------- | --------------------------------- | -------------------------- | ---------------- | ------------- |
| 2014–15 | Miss Amazonas                     | Apresentadora              |                  | Band Amazonas |
| 2016    | Programa do Natan                 | Repórter                   |                  | Band Amazonas |
| 2017    | Big Brother Brasil                | Participante (Vice-campeã) | Temporada 17     | TV Globo      |
| 2018–19 | Big Brother Brasil                | Repórter                   | Temporadas 18–19 | TV Globo      |
| 2021    | Big Brother Brasil                | Repórter                   | Temporada 21     | TV Globo      |
| 2023    | Big Brother Brasil                | Repórter                   | Temporada 23     | TV Globo      |
| 2018–19 | Vídeo Show                        | Repórter / Apresentadora   |                  | TV Globo      |
| 2020–21 | Big Brother Brasil - A Eliminação | Apresentadora              |                  | Multishow     |
| 2020    | Prêmio Multishow                  | Repórter                   |                  | Multishow     |
| 2022    | Farofa da Gkay                    | Apresentadora              |                  | Multishow     |

### Internet
| Ano           | Título                   | Papel                                    | Notas               |
| ------------- | ------------------------ | ---------------------------------------- | ------------------- |
| 2017          | Canal Vivian Amorim      | Ela mesma                                | [ 28 ]              |
| 2017          | FitDance Stars           | Participante                             | [ 29 ]              |
| 2017          | Estevam on Board Croácia | Participante                             |                     |
| 2018          | Criança Esperança        | Apresentadora do Espaço Web              |                     |
| 2018–21       | Rede BBB                 | Apresentadora                            | Temporadas 18–19–21 |
| 2022          | Rede BBB                 | Convidada                                | Temporada 22        |
| 2023–presente | Rede BBB                 | Apresentadora                            | Temporada 23        |
| 2019          | São João da Thay         | Apresentadora                            | [ 31 ]              |
| 2019          | Arena UNINASSAU          | Apresentadora                            |                     |
| 2019          | Garota VIP Manaus        | Repórter                                 |                     |
| 2019          | Live Multishow+Luan      | Comentarista                             | [ 32 ]              |
| 2019          | Show da Virada           | Repórter                                 | [ 33 ]              |
| 2019–20       | Só Toca Top              | Apresentadora Top                        | [ 34 ] [ 35 ]       |
| 2020          | De Ex Pra Ex             | Entrevistadora                           | [ 36 ]              |
| 2020          | Prêmio Multishow         | Apresentadora da Superlive dos Indicados |                     |
| 2020          | Prêmio Multishow         | Repórter                                 |                     |
| 2020          | Série Amazone-se         | Apresentadora                            |                     |
| 2022          | Criança Esperança        | Apresentadora do Espaço Web              |                     |
| 2022          | Globoplay live Shopping  | Apresentadora da live                    |                     |
| 2023          | Churrasquinho da Vivian  | Apresentadora                            |                     |

### Videoclipes
| Ano  | Artista             | Música                     |
| ---- | ------------------- | -------------------------- |
| 2018 | Rafa & Pipo Marques | "Que Saudade de Você Bebê" |
| 2018 | Gabriel Diniz       | "Jenifer"                  |
| 2019 | Mano Walter         | "Beijinho de Esquimó"      |
| 2020 | Parangolé           | "Hoje Só Amanhã"           |

## Títulos
| Ano  | Título               |
| ---- | -------------------- |
| 2012 | Miss Amazonas        |
| 2012 | Miss Simpatia        |
| 2012 | Top10 no Miss Brasil |
| 2012 | Melhor Traje Típico  |

## Premiações e indicações
| Ano  | Prêmio                  | Categoria              | Indicação            | Resultado |
| ---- | ----------------------- | ---------------------- | -------------------- | --------- |
| 2018 | Prêmio Jovem Brasileiro | Melhor Apresentadora   | Vídeo Show           | Venceu    |
| 2018 | Prêmio Jovem Brasileiro | Jovem do Ano           | Vídeo Show           | Indicada  |
| 2018 | Troféu UOL TV e Famosos | Revelação da TV        | Vídeo Show           | Venceu    |
| 2019 | Troféu Internet         | Revelação              | Vídeo Show           | Indicada  |
| 2019 | Prêmio Jovem Brasileiro | Melhor Instagram       | Instagram da artista | Indicada  |
| 2022 | Prêmio iBest            | Influenciador Amazonas | Ela mesma            | Venceu    |
| 2023 | Prêmio iBest            | Comportamento          | Ela mesma            | Pendente  |
| 2024 | Prêmio iBest            | Influenciador Amazonas | Ela mesma            | Venceu    |
| 2024 | Prêmio iBest            | Comportamento          | Ela mesma            | Pendente  |
| 2024 | Prêmio iBest            | Reality Star           | Big Brother Brasil   | Pendente  |